# Chiese della Comunità Alto Garda e Ledro
Questa voce include tutte le chiese cristiane situate entro i confini della Comunità Alto Garda e Ledro, nella provincia autonoma di Trento.
Gli edifici sono elencati in liste suddivise per comune; includono oltre ottanta chiese consacrate (sebbene non tutte officiate regolarmente), a cui si aggiunge una ventina abbondante di cappelle. Gli edifici di culto consacrati appartengono tutti alla confessione cattolica e fanno parte dell'arcidiocesi di Trento, con l'unica eccezione della chiesa della Santissima Trinità di Arco, di confessione luterana evangelica (facente capo alla comunità di Merano, all'interno della Chiesa Evangelica Luterana in Italia).

## Comune di Arco
| Esterno          | Interno | Nome                                                                    | Periodo storico                                    | Ubicazione                                                         | Informazioni |
| ---------------- | ------- | ----------------------------------------------------------------------- | -------------------------------------------------- | ------------------------------------------------------------------ | --- |
|                  |         | Chiesa dell'Addolorata                                                  | XX secolo                                          | Bolognano, piazza Vittoria 45°54′48.3″N 10°54′12.6″E               | Parrocchiale. Costruita nel 1903-07 su modello della chiesa dei Santi Pietro e Paolo di Olching. |
|                  |         | Chiesa di Sant'Anna                                                     | Citata XV secolo                                   | Arco, via Sant'Anna 45°55′07.4″N 10°53′11.5″E                      | Documentata a partire dal 1485, allora dedicata a sant'Andrea e sotto la custodia della Confraternite dei Disciplini, venne ampliata tra il 1628 e il 1652, con la costruzione del campanile e della facciata che seguirono nel 1766. Dopo la soppressione dei Disciplini la chiesa passò all'ospedale di Arco, sotto la gestione della congregazione di carità. Nel 1891, data entro la quale era cambiata l'intitolazione, venne acquistata dalla collegiata di Arco, e nel 1894 venne ampliata. Durante la prima guerra mondiale andò distrutta una cappella laterale, oltre a venir danneggiato il campanile. |
|                  |         | Chiesa di Sant'Antonio Abate                                            | Documentata XV secolo                              | Chiarano, piazza Sant'Antonio 45°55′18.38″N 10°52′16.42″E          | La data di fondazione è ignota; l'edificio subì certamente due interventi di ampliamento tra il XV e il XVI secolo. |
|                  |         | Chiesa di Sant'Apollinare                                               | VIII secolo                                        | Arco, via dei Legionari Cecoslovacchi 45°55′32.7″N 10°53′25.5″E    | Fondata probabilmente nell'VIII secolo, anche se la prima citazione che ci è giunta è del 1395; da allora la chiesa è stata sottoposta solo a restauri e interventi non invasivi; nel 1882 si salvò dalla demolizione, ordinata dalla curia di Trento, grazie all'intervento dell'arciprete di Arco Giuseppe Chini. |
|                  |         | Chiesa di San Bernardino da Siena                                       | XVII secolo                                        | Arco, via San Bernardino 45°55′14.2″N 10°53′03.4″E                 | Costruita tra il 1624 e il 1636; nel 1894 il campanile venne sopraelevato di un paio di metri. |
|                  |         | Chiesa di San Floriano                                                  | Citata XIII secolo, edificio odierno XVI secolo    | Bolognano, via Gambor 45°54′58.35″N 10°54′24.66″E                  | Chiesa cimiteriale, citata per la prima volta nel 1267; venne totalmente ricostruita intorno sul finire del XVI secolo. |
|                  |         | Chiesa di San Francesco da Paola                                        | XVIII secolo                                       | Monte Velo 45°53′57.8″N 10°55′16.5″E                               | Costruita nel 1748. |
|                  |         | Chiesa di San Giacomo Maggiore                                          | Citata XVI secolo, edificio odierno XX secolo      | Vigne, piazza Giacomo Povoli 45°55′22.5″N 10°51′55.6″E             | Parrocchiale. Una cappella dedicata a san Giacomo è citata a Vigne nel 1579; di questa venne rifatto il campanile nel 1792-97. L'intero edificio venne poi demolito e ricostruito nel 1900-09. |
|                  |         | Chiesa dei Santi Giacomo e Silvestro, o chiesa di San Giacomo al Monte  | Citata XIII secolo                                 | Monte Stivo 45°55′04.7″N 10°55′46.5″E                              | Chiesa con annesso romitorio, è citata, con dedicazione a San Silvestro, nel 1288, e venne ampliata con la prima campata tra il 1527 e il 1550. Durante l'invasione del Trentino del 1703 venne saccheggiata dalle truppe di Vendôme. |
|                  |         | Chiesa di San Giorgio                                                   | Citata XII secolo, edificio odierno XIX secolo     | San Giorgio, via Piave 45°53′59.84″N 10°51′59.05″E                 | Parrocchiale. Una chiesetta dedicata a san Giorgio in quello che fu il paese di Passirone è documentata nel 1144. Questa venne ricostruita poco prima della metà del Settecento, e poi di nuovo nel 1894. Nel 1913 venne demolito il coro e spostato l'altare maggiore, per ottenere più spazio all'interno. Durante la seconda guerra mondiale, la chiesa venne requisita dall'esercito tedesco e adibita a magazzino militare. |
|                  |         | Chiesa di San Giovanni Battista                                         | Citata XVI secolo                                  | Passo San Giovanni Battista 45°58′21.9″N 10°53′25.4″E              | Citata, come cappella, nel 1537; è addossata sul lato destro ad un edificio che fu un eremo fino alla metà del XVIII secolo, ed è ora di proprietà comunale. |
|                  |         | Chiesa di San Giovanni Evangelista                                      | Citata XVI secolo, edificio odierno XIX secolo     | Massone, via S. Sighele 45°55′21.9″N 10°54′09.6″E                  | Parrocchiale. Citata nel 1502, parzialmente ricostruita nel 1550-58, e poi interamente demolita e ricostruita perché giudicata fatiscente nel 1854-67. |
|                  |         | Chiesa di San Giuseppe                                                  | XVI secolo                                         | Arco, via Giovanni Segantini 45°55′14.4″N 10°53′22″E               | Costruita nell'ultimo quarto del Cinquecento per volere del conte Vinciguerra d'Arco; è stata oggetto negli anni di vari interventi di decorazione e ristrutturazione non invasivi, l'ultimo dei quali, nel 2003-06, è seguito ad un ventennio in cui l'edificio era rimasto chiuso e abbandonato. |
|                  |         | Chiesa di Sant'Isidoro                                                  | XX secolo                                          | Prato Saiano 45°54′15″N 10°53′17.2″E                               | Costruita nel 1913-14. |
|                  |         | Chiesa di San Lorenzo                                                   | Citata XV secolo, edificio odierno XVI secolo      | Arco, viale San Francesco 45°55′23.4″N 10°53′40.6″E                | Citata nel 1478, nel 1580 venne data ai cappuccini, che vi costruirono intorno un convento, terminato il quale riedificarono anche la chiesa (completata nel 1593); nel 1853 venne aggiunta una cappella laterale. L'edificio venne bombardato varie volte nel 1916, e venne quindi abbandonato; dopo la guerra, venne riparato dal genio civile. |
|                  |         | Chiesa della Madonna del Carmelo                                        | XX secolo                                          | Località Braila 45°57′20.2″N 10°55′47.2″E                          | Costruita tra il 1900 e il 1909 dagli abitanti della zona. |
|                  |         | Chiesa di San Marcello                                                  | Citata XVI secolo                                  | Chiarano, via San Marcello 45°55′08.46″N 10°52′10.37″E             | Parrocchiale. Citata nel 1537. |
|                  |         | Chiesa di Santa Maria Assunta, o collegiata dell'Assunta                | Citata XII secolo, edificio odierno XVII secolo    | Arco, piazza III Novembre 45°55′08.26″N 10°53′08.48″E              | Parrocchiale. Fondata forse nel IX secolo; la prima citazione è del 1144. La struttura medievale venne demolita nel 1613, per lasciare posto alla nuova chiesa che venne completata nel 1671, e nei secoli successivi subì solo modifiche minori. |
|                  |         | Santuario della Madonna delle Grazie                                    | Fondata XV secolo, edificio odierno XIX secolo     | Arco, via Dante Alighieri 45°54′49.5″N 10°51′22.4″E                | Chiesa conventuale; tutto il complesso è stato edificato fra il 1478 e il 1490. La chiesa venne ampliata nella seconda metà del XVI secolo, e poi ancora nel 1675. Nel 1856-58 l'edificio venne interamente ricostruito con l'eccezione del campanile, che venne poi sopraelevato di dieci metri nel 1904. |
|                  |         | Santuario di Santa Maria di Laghel, o chiesa di Santa Maria Annunziata  | XVIII secolo                                       | Località Laghel 45°55′42.3″N 10°53′05″E                            | Costruita nel 1721-25 sul luogo di un capitello votivo attestato dal XVI secolo. |
|                  |         | Chiesa di Santa Maria delle Vittorie                                    | XV-XVI secolo                                      | Linfano 45°52′48.62″N 10°52′26.32″E                                | La costruzione di questa chiesa iniziò a fine Quattrocento-inizio Cinquecento, ma venne portata a termine solo 1626-27; venne danneggiata da una granata durante la prima guerra mondiale, e subì un ampliamento nel 1948. L'intitolazione fa riferimento forse ad una vittoria militare ottenuta dalla città di Arco contro i veneziani. |
|                  |         | Chiesa di San Martino                                                   | Fondata circa XI secolo                            | San Martino, via Scaletta, 5 45°55′35.67″N 10°53′52.95″E           | Parrocchiale. Costruita intorno all'anno 1000 da monaci benedettini, forse sul sito di un antico tempio a Diana; la chiesa venne ampliata nel 1575-82, e poi nel 1922-28. |
|                  |         | Chiesa di San Michele Arcangelo                                         | Fondata XIV secolo, edificio odierno XX secolo     | Varignano, piazza San Michele 45°55′14.06″N 10°51′29.1″E           | Parrocchiale. Costruita nel 1378-86, probabilmente al posto di un'altra chiesa precedente, e poi ampliata nel 1571. La struttura venne quasi totalmente ricostruita nel 1922. |
|                  |         | Eremo di San Paolo                                                      | XII secolo                                         | Arco, lungo la strada da Prabi a Ceniga 45°56′41.33″N 10°54′00.3″E | La chiesa venne consacrata nel 1186, e fa parte di un complesso eremitico sorto tra il XII e il XV secolo. |
|                  |         | Chiesa di San Rocco, o dei Santi Fabiano e Sebastiano                   | XV secolo                                          | Caneve, piazza San Rocco 45°55′02.9″N 10°53′32.1″E                 | Edificata tra il 1480 e la fine del secolo; da allora la chiesa subì solamente una serie di restauri e ristrutturazioni non invasivi. |
|                  |         | Chiesa di San Tommaso Apostolo                                          | Citata XVI secolo, edificio odierno XIX secolo     | Padaro, via San Tomaso 45°55′58.5″N 10°52′12.8″E                   | Citata nel 1537, venne ricostruita intorno al 1827. |
|                  |         | Chiesa della Santissima Trinità, o chiesa di Santa Teresa               | XIX secolo                                         | Arco, viale Roma 45°55′01.1″N 10°52′57.7″E                         | Costruita tra il 1897 e il 1900 da una comunità luterana evangelica di Merano, e fu la prima chiesa in Trentino ad avere un impianto di riscaldamento; nel 1935 passò ai cattolici, che la dedicarono a santa Teresa del Bambin Gesù, e nel 1972 tornò agli evangelici. |
|                  |         | Chiesa di San Valentino                                                 | Documentata IX secolo, edificio odierno XVI secolo | Vignole, via Giuseppe Mazzini 45°54′27.13″N 10°54′10.01″E          | Citata per la prima volta nel 1537, ma forse esistente già dal IX secolo; l'edificio venne probabilmente ampliato intorno al 1584, a cui seguì la costruzione del campanile nel 1601. Un altro ampliamento venne messo in atto nel 1885. |
|                  |         | Chiesa della Beata Vergine della Neve, o chiesa della Madonna di Reggio | XVII secolo                                        | Arco, via Mantova, 7 45°54′54.2″N 10°53′04.3″E                     | Chiesa del convento delle Serve di Maria; un capitello votivo sul luogo, contenente un'immagine della Madonna della Ghiara, è documentata nel 1613. Questo venne trasformato in una chiesa tra il 1621 e il 1636. Nel 1684-89 il convento venne fondato accanto alla chiesa. |
| Cappelle         |         |                                                                         |                                                    |                                                                    | |
|                  |         | Cappella dell'Addolorata                                                | XVIII secolo                                       | Massone, via Cappuccini 45°55′18.9″N 10°53′56.3″E                  | Costruita nel 1744 dai fratelli Negri, in esecuzione della volontà testamentaria di un altro loro fratello; nel 1787 venne dichiarata proprietà privata della famiglia Negri per sottrarla alle disposizioni giuseppine. |
|                  |         | Cappella di Sant'Antonio di Padova                                      | XIX secolo                                         | Varignano, via Vittorio Veneto 45°55′11″N 10°51′28.6″E             | Cappella costruita come ex-voto dopo l'epidemia di colera del 1855 |
|                  |         | Cappella di Cristo Risorto                                              | XIX secolo                                         | Varignano/Chiarano, via Luigi Negrelli 45°55′07.8″N 10°51′50.1″E   | Cappella cimiteriale, costruita nel 1850. |
|                  |         | Cappella di San Lorenzo                                                 | XVII secolo                                        | Troiana 45°56′36.3″N 10°55′45.4″E                                  | Costruita nel 1606 in sostituzione di una chiesa eremitica che sorgeva poco distante; nel 1690 le venne costruito contro il romitorio. |
|                  |         | Cappella di San Luigi                                                   | XVIII secolo                                       | Località Maza/Fibbie 45°53′40″N 10°53′14″E                         | Costruita nel 1779 per voto della famiglia Marosi. |
|                  |         | Cappella della Madonna Ausiliatrice                                     | XIX secolo                                         | Chiarano, via San Marcello 45°55′08.2″N 10°52′09.7″E               | Costruita nel 1806. |
|                  |         | Cappella di San Rocco                                                   | XIX secolo                                         | Grotta, via Monte Brione 45°53′34.2″N 10°51′58.3″E                 | Edificata nel 1893-94 dagli abitanti del luogo, per assolvere a un voto fatto durante l'epidemia di colera del 1836. La struttura venne danneggiata durante la prima guerra mondiale. |
|                  |         | Cappella di Salve Regina                                                | XXI secolo                                         | Monte Velo, località Salve Regina 45°54′43.9″N 10°55′26.7″E        | Edificata in occasione del Giubileo del 2000. |
|                  |         | Cappella della Santissima Trinità                                       | XVI secolo                                         | Bolognano, piazza Fontana Vecchia 45°54′50.18″N 10°54′20.98″E      | Costruita nel 1550. |
|                  |         |                                                                         | XX secolo                                          | Località Carobbi 45°56′57.22″N 10°55′54.88″E                       | Eretta nel primo quarto del Novecento (sulla facciata è riportata la data del 1927). |
| Chiese scomparse |         |                                                                         |                                                    |                                                                    | |
|                  |         | Chiesa di Sant'Agostino                                                 | Citata XVI secolo                                  | Tra Vigne e Varignano                                              | Documentata per la prima volta nel 1537, era situata in aperta campagna; poco usata, venne demolita a inizio Ottocento. |
|                  |         | Chiesa di Sant'Antonio Abate                                            | Citata XV secolo                                   | Arco                                                               | Citata per la prima volta nel 1499, si trovava annessa a un ospizio per pellegrini, vicino al cimitero della collegiata, ed era riservata alle confraternite dei Battuti o dei Disciplini; abbandonata da questi ultimi dopo la costruzione della chiesa di Sant'Andrea, venne in seguito abbattuta per ampliare la collegiata. |
|                  |         | Chiesa (o cappella) di Santa Caterina                                   | Citata XIII secolo                                 | Arco                                                               | Citata per la prima volta nel 1210, era inizialmente dedicata a sant'Adelpreto, essendo stata costruita proprio sul luogo in cui il vescovo venne ucciso. Reintitolata a santa Caterina nel 1333, venne trovata in stato di degrado nelle visite pastorali del 1580 e del 1636, e quindi sospesa al culto nel 1750. Le rovine rimasero fino agli anni 1950, quando vennero demolite per permettere l'allargamento della strada (l'odierna via Santa Caterina). |
|                  |         | Chiesa di Santa Maria Maddalena                                         | Citata XIII secolo                                 | Castello di Arco                                                   | Citata per la prima volta nel 1245, e varie volte nel corso del Seicento. Durante l'invasione del Trentino del 1703 il castello venne bombardato delle truppe di Vendôme; la chiesa era ancora esistente nel 1727, ma andò successivamente in rovina. |
|                  |         | Chiesa di San Michele                                                   |                                                    | Arco                                                               | Situata vicino alla chiesa di Sant'Antonio Abate, presso il cimitero della collegiata, venne abbattuta per ampliare quest'ultima. |
|                  |         | Chiesa di San Pietro                                                    | Citata XIII secolo                                 | Arco                                                               | Situata presso la porta meridionale di Arco (che era allora vicino alla collegiata), è citata per la prima volta nel 1258; chiesa piuttosto importante nel panorama liturgico arcense, esisteva sicuramente ancora nel 1613, quando venne interdetta; a questo seguì probabilmente la demolizione, e i materiali recuperati vennero forse adoperati per ricostruire la chiesa di Sant'Anna (allora dedicata a sant'Andrea). |
|                  |         | Chiesa di San Rocco alle Grazie                                         | XVII secolo                                        | Ceole                                                              | Situata non distante dal santuario della Madonna delle Grazie, venne costruita nel 1634 come ex voto per il colera, ma senza l'autorizzazione vescovile. Ne venne ordinata la demolizione già nel 1636, che però non venne eseguita. Cionondimeno, la chiesa cadde velocemente in stato d'abbandono, e venne infine demolita a inizio Ottocento. |
|                  |         | Chiesa di San Sisto nella Campagna                                      | Citata XVII secolo                                 | Arco                                                               | Documentata a partire dall'inizio del Seicento, si trovava sul luogo dove sorge ora il cimitero e venne edificata per volere della famiglia Tacchelli. Citata per l'ultima volta nel 1768, si apprende dagli atti visitali del 1850 che, all'inizio di quel secolo, non ne restava altro che le fondamenta. |
|                  |         | Chiesa di Santo Stefano sulla Costa                                     | Citata XIII secolo                                 | Arco                                                               | Situata sul pendio che sale verso il castello di Arco; documentata nel 1266, venne trovata in stato di abbandono in una visita pastorale del 1750, venendo quindi sospesa; chiusa poi al culto dalle disposizioni giuseppine di fine Settecento, cadde in rovina fino a sparire. |
|                  |         | Chiesa della Beata Vergine Maria alla Pigna                             | XVII secolo                                        | Arco                                                               | Posta presso la porta Scaria, sul lato occidentale delle mura di Arco, prendeva il nome dalla famiglia Pigna; venne costruita nel 1677 per volontà del conte Leopoldo d'Arco, al posto si una preesistente edicola votiva. Rimasta poco usata e sostanzialmente abbandonata verso fine Ottocento, venne fatta abbattere. |

## Comune di Drena
| Esterno  | Interno | Nome                             | Periodo storico                                | Ubicazione                                                     | Informazioni |
| -------- | ------- | -------------------------------- | ---------------------------------------------- | -------------------------------------------------------------- | --- |
|          |         | Chiesa di San Martino            | Citata XVI secolo, edificio odierno XIX secolo | Drena, piazza Fanny Bombardelli, 2 45°58′10.43″N 10°56′43.94″E | Parrocchiale. Una cappella o chiesa dedicata a san Martino è citata nel 1537; venne riedificata nel 1853-54.                                         |
| Cappelle |         |                                  |                                                |                                                                | |
|          |         | Cappella di San Carlo Borromeo   | XIX secolo                                     | Località Luch 45°57′52.8″N 10°57′38.1″E                        | Costruita nel 1885. |
|          |         | Cappella della Madonna di Fatima | XX secolo                                      | Drena 45°58′17.7″N 10°56′37.5″E                                | La cappella, e la vicina grotta con le statue della Madonna di Fátima e dei tre veggenti, vennero costruite nel 1943 con l'aiuto di alcuni minatori. |
|          |         | Cappella di San Vigilio          | XIX secolo                                     | Drena, via Roma 45°58′13.5″N 10°56′26.3″E                      | Eretta nel 1890. |

## Comune di Dro
| Esterno | Interno | Nome                                            | Periodo storico                                 | Ubicazione                                                         | Informazioni |
| ------- | ------- | ----------------------------------------------- | ----------------------------------------------- | ------------------------------------------------------------------ | --- |
|         |         | Chiesa di Sant'Abbondio                         | Citata XV secolo                                | Dos di Sant'Abbondio 45°58′25.5″N 10°55′22.3″E                     | Citata nel 1485, ma molto probabilmente più antica. Da allora è stata sottoposta solo a interventi non particolarmente importanti, con l'eccezione dell'aggiunta del campanile nel 1669 e di consistenti lavori di rifacimento nel 1701 a seguito di danni causati da un fulmine. |
|         |         | Chiesa di Sant'Antonio di Padova                | XVII secolo                                     | Dro, piazza Sant'Antonio 45°57′36.52″N 10°54′27.78″E               | Costruita nel 1661-67, al posto di una preesistente edicola votiva che conteneva un'immagine del santo titolare ritenuta miracolosa. Durante la prima guerra mondiale venne adoperata dall'esercito austroungarico come magazzino militare. |
|         |         | Chiesa dell'Immacolata                          | XIX secolo                                      | Dro, piazza Repubblica 45°57′40.3″N 10°54′40.7″E                   | Parrocchiale. Costruita tra il 1858 e il 1876. |
|         |         | Chiesa di Santa Lucia                           | Citata XVII secolo, edificio odierno XIX secolo | Pietramurata, piazza Mercato 46°01′03.42″N 10°56′46.99″E           | Parrocchiale. Una cappella è citata nel 1653, che era già stata sostituita da una chiesa vera e propria nel 1750. Questa venne ampliata nel 1791-93, e due cappelle laterali vennero inserite nel 1840-45 e nel 1875. L'edificio venne ricostruito parzialmente nel 1892-97, e nel 1929 venne dotato di campanile. |
|         |         | Chiesa dei Santi Pietro e Paolo                 | Citata XIV secolo, edificio odierno XVI secolo  | Ceniga, piazza Santi Pietro e Paolo, 1 45°57′06.31″N 10°54′04.08″E | Parrocchiale. Citata con certezza dal 1367, ricostruita nel 1568, ampliata nel 1926 con la cappella laterale del presbiterio. |
|         |         | Chiesa dei Santi Sisinio, Martirio e Alessandro | Fondata XII secolo, edificio odierno XVI secolo | Dro, piazza Repubblica 45°57′41.64″N 10°54′40.67″E                 | Fondata nel XII secolo, la prima citazione è del 1286. Nel XV secolo (epoca in cui era intitolata alla Madonna, a san Sisinio e a santa Susanna) venne ricostruito l'abside della chiesa. Nel 1537, data in cui appare con la nuova dedicazione, venne ricostruita. Nel corso del Settecento vennero aggiunte due cappelle laterali, che comunque vennero demolite nel 1874 insieme con la navata, per far posto alla nuova chiesa parrocchiale. |

## Comune di Ledro
| Esterno                        | Interno | Nome                                                          | Periodo storico                                   | Ubicazione                                                                         | Informazioni |
| ------------------------------ | ------- | ------------------------------------------------------------- | ------------------------------------------------- | ---------------------------------------------------------------------------------- | --- |
|                                |         | Chiesa dell'Addolorata, o santuario della Madonna delle Ferle | XIX secolo                                        | Presso Barcesino 45°52′13.2″N 10°47′12.9″E                                         | Costruita nel 1818-24 sui resti di una cappella preesistente; nel 1967 venne aggiunto il campanile. L'edificio venne gravemente danneggiato dal terremoto del 13 dicembre 1976; i restauri seguirono nel 1983. |
|                                |         | Chiesa di Sant'Anna                                           | Citata XVIII secolo, edificio odierno XX secolo   | Monte Giù 45°51′37.55″N 10°42′32.94″E                                              | Menzionata per la prima volta nel 1768, ma probabilmente più antica, e restaurata nel 1890, andò distrutta nella prima guerra mondiale e ne rimasero solo pochi ruderi fino agli anni ottanta, quando venne ricostruita da un gruppo di volontari di Molina e Legos. |
|                                |         | Chiesa dell'Annunciazione di Maria                            | Citata XIII secolo, edificio odierno XVII secolo  | Pieve di Ledro, via Vittoria 45°53′18.5″N 10°44′00″E                               | Parrocchiale. Citata per la prima volta nel 1235, all'epoca intitolata semplicemente a Santa Maria, poi cambiato in Assunzione. L'edificio venne riedificato completamente nel 1500, e poi di nuovo nel 1633-35. Dal 1768 è attestata la dedicazione all'Annunciazione. |
|                                |         | Chiesa di Sant'Antonio                                        | XVI secolo                                        | Biacesa 45°51′53.5″N 10°48′15.7″E                                                  | Parrocchiale. Una prima chiesa venne consacrata nel 1521, e poi ampliata varie volte: nel 1585, nel 1770-80 (presbiterio e sagrestia), nel 1907-12 (navata). |
|                                |         | Chiesa di San Bartolomeo                                      | Fondata XII secolo, edificio odierno XIX secolo   | Tiarno di Sotto, via San Giovanni Bosco 45°53′36.9″N 10°41′08″E                    | Parrocchiale. Una prima cappella sorse nel XII secolo, e venne ampliata nel 1660-71 e poi ancora nel 1810-11. L'edificio fu quindi interamente rifatto, con l'eccezione del presbiterio, nel 1860-63. Durante gli scontri garibaldini venne adibita ad ospedale militare. |
|                                |         | Chiesa della Santa Croce e dell'Addolorata                    | XVIII secolo                                      | Lungo la strada fra il passo d'Ampola e Tremalzo 45°51′47.6″N 10°39′29.6″E         | Costruita nel 1713 al posto di una grande croce di legno. Venne profanata e danneggiata durante la prima guerra mondiale, e restaurata nel 1919. |
|                                |         | Chiesa della Dedicazione di San Michele Arcangelo             | Documentata XV secolo                             | Mezzolago, via San Michele 45°52′53.9″N 10°45′07.4″E                               | È citata per la prima volta nel 1537 (anno in cui vennero aggiunte le due cappelle laterali), ma risale almeno al XV secolo. Tra il 1633 e il 1671 venne aggiunta la campata occidentale. |
|                                |         | Chiesa di San Francesco da Paola                              | XVII secolo                                       | Molina di Ledro, via Verdesina 45°52′19.5″N 10°46′32.2″E                           | Costruita a partire dal 1628 e terminata sicuramente dopo il 1633. |
|                                |         | Chiesa di San Giacomo Maggiore                                | Citata XVI secolo, edificio odierno XVIII secolo  | Pré di Ledro, via San Giacomo 45°52′00.1″N 10°47′17.4″E                            | Parrocchiale. Citata per la prima volta nel 1537, ricostruita nel 1750-54. |
|                                |         | Chiesa di San Giorgio                                         | Fondata XV secolo, edificio odierno XVII secolo   | Località Coloer, piazzale San Giorgio 45°53′39.1″N 10°40′30.4″E                    | Una prima cappella fu costruita nel 1400 (o comunque nel XV secolo); questa venne riedificata nel 1630-33, poi ampliata nel 1714 (con l'aggiunta del presbiterio) e nel 1840 (con l'inserimento dell'abside e del campanile; quest'ultimo venne rifatto nel 1869). La chiesa venne danneggiata e spoliata durante la prima guerra mondiale, a cui seguì un restauro nel 1928; subì poi il colpo di due terremoti, nel 1930 e nel 1976, portando ad un altro restauro nel 1979.                                                                                            |
|                                |         | Chiesa di San Giovanni Battista                               | Fondata XVII secolo, edificio odierno XX secolo   | Presso il bivacco Arcioni, sulle pendici di cima d'Oro 45°52′11.92″N 10°49′09.69″E | Eretta verso il 1613, veniva raggiunta in processione due volte l'anno dagli abitanti di Biacesa; verso la metà dell'Ottocento vi dimorava anche un eremita. Pressoché distrutta durante la prima guerra mondiale, i ruderi vennero ulteriormente danneggiati dalle intemperie; è stata ricostruita nel 1979 per iniziativa di un comitato di abitanti di Biacesa. |
|                                |         | Chiesa di Santa Lucia in Pratis                               | Documentata XIV secolo                            | Tra Bezzecca e Tiarno di Sotto, via Santa Lucia 45°53′27.86″N 10°41′57.13″E        | Citata per la prima volta nel 1580, ma risalente almeno al XIV secolo; nel XVII secolo venne aggiunta una cappella laterale. Nel 1866 venne occupata dalle truppe garibaldine, che lasciarono diversi graffiti al suo interno. Nel corso del Novecento si sono susseguiti diversi interventi di restauro. |
|                                |         | Chiesa della Madonna Pellegrina, o chiesetta alla Costa       | XX secolo                                         | Presso Tiarno di Sotto 45°53′33″N 10°40′58.26″E                                    | Edificata verso il 1960. |
|                                |         | Chiesa di San Martino                                         | Citata XVI secolo                                 | Locca, via Bartolomeo Daves 45°54′03.2″N 10°43′37.2″E                              | Una cappella sul luogo, a servizio anche del paese di Enguiso, è documentata nel 1537; questa venne ampliata nel 1730, e tre anni più tardi venne eretto il campanile. Durante la guerra garibaldina del 1866 l'edificio venne adibito a caserma militare; subì poi gravi danni durante la prima guerra mondiale. Compatrono della chiesa è san Marco. |
|                                |         | Chiesa di San Martino                                         | Citata XVI secolo, edificio odierno XIX secolo    | Posizione isolata sui monti ad ovest di Pur 45°52′14.02″N 10°43′34.36″E            | Documentata con annesso romitorio nel 1537, venne distrutta da un fulmine nel 1883, e riedificata nel 1887-88, è situata a 1.228 metri di quota. |
|                                |         | Chiesa dei Santi Pietro e Paolo                               | Fondata X-XI secolo, edificio odierno XX secolo   | Tiarno di Sopra, piazza Milyn 45°53′19.2″N 10°40′14.4″E                            | Parrocchiale. Una prima cappella venne fondata nel X-XI secolo. Nel 1400 esisteva una chiesa che venne ampliata nel 1562 e poi ancora verso il 1740. L'edificio subì gravi danni durante la prima guerra mondiale, e venne ricostruito nel 1930-39; parte della chiesa vecchia venne incorporata, come transetto, in quella nuova. |
|                                |         | Chiesa della Presentazione di Maria                           | Citata XVI secolo, edificio odierno XIX secolo    | Enguiso, via Guglielmo Marconi 45°54′21″N 10°43′44.4″E                             | Parrocchiale. Nel 1561 è documentata una cappella dedicata a san Sebastiano, che venne ampliata verso metà del XVIII secolo e reintitolata alla Madonna della Salute. Nel 1832 venne aggiunto il campanile, e nel 1840-48 l'edificio venne ricostruito, mantenendo il vecchio presbiterio che venne riadattato a sagrestia. Dopo essere stata danneggiata e profanata durante gli scontri garibaldini del 1866, venne riconsacrata l'anno seguente e intitolata alla presentazione di Maria. Nel 1895 venne infine rialzato il campanile.                                 |
|                                |         | Chiesa di San Silvestro                                       | Citata XVI secolo, edificio odierno XVIII secolo  | Lenzumo, via della Vasca 45°54′44″N 10°43′36.1″E                                   | Una cappella dedicata a san Silvestro, sita in località Cologno, è attestata nel 1537; la chiesa attuale venne edificata nel 1753-60. Essa subì gravi danni durante la prima guerra mondiale. |
|                                |         | Chiesa di Santo Stefano, o dei Santi Stefano e Lorenzo        | XIX secolo                                        | Bezzecca, piazza Giuseppe Garibaldi 45°53′48.2″N 10°43′07″E                        | Parrocchiale. Costruita nel 1857-59 al posto di una preesistente chiesetta dedicata a san Sebastiano. Venne profanata e danneggiata durante gli scontri garibaldini del 1866, e restaurata l'anno seguente. |
|                                |         | Chiesa dei Santi Stefano e Lorenzo sul Colle                  | XVII secolo                                       | Bezzecca, via Santo Stefano 45°53′48.7″N 10°43′15″E                                | Costruita all'inizio del XVI secolo, probabilmente al posto di una preesistente cappella, poi ricostruita intorno alla metà del Seicento. Nella prima metà del Settecento, dopo essere stata danneggiata durante l'invasione francese, venne ristrutturata e ampliata. Venne nuovamente coinvolta negli scontri armati in occasione della battaglia di Bezzecca del 1866, durante la quale si combatté addirittura al suo interno. Dal 1939 la chiesa funge da ossario sia per i caduti del 1866 (che già ospitava dal 1896), sia per quelli della prima guerra mondiale. |
|                                |         | Chiesa della Santissima Trinità                               | Citata XVII secolo                                | Legos, via Piave 45°52′12.6″N 10°46′20.2″E                                         | Citata nel 1633. |
|                                |         | Chiesa di San Vigilio                                         | Fondata XVI secolo, edificio odierno XVIII secolo | Molina di Ledro, via Piave 45°52′13.8″N 10°46′23.4″E                               | Parrocchiale. Costruita nel 1537 vicina al lago di Ledro, poi riedificata nella sede attuale tra il 1758 e il 1774. Venne gravemente danneggiata dal terremoto del 1976, rendendo necessario un restauro che venne compiuto nel 1983. |
| Cappelle                       |         |                                                               |                                                   |                                                                                    | |
|                                |         | Cappella di Sant'Angela Merici                                | XIX secolo                                        | Tiarno di Sotto, via Giuseppe Garibaldi 45°53′35.7″N 10°41′14.6″E                  | Costruita nel 1865 come parte di un polo scolastico (di cui è ora l'unica struttura superstite), secondo le disposizioni testamentarie di Giacomo Ferrari, fu in origine cappella funebre per quest'ultimo e per sua moglie; venne ampliata nelle forme odierne nel 1902. |
|                                |         | Cappella di Sant'Antonio di Padova                            | Citata XVIII secolo                               | Leano 45°51′10.5″N 10°47′49.9″E                                                    | Citata per la prima volta nel 1722. |
|                                |         | Cappella del Crocifisso                                       | XX secolo                                         | Enguiso 45°54′12.01″N 10°43′43.19″E                                                | Cappella cimiteriale, edificata nel 1920. |
|                                |         | Cappella del Crocifisso                                       | XX secolo                                         | Locca 45°54′01.84″N 10°43′35.61″E                                                  | Cappella cimiteriale, edificata nel 1903. |
|                                |         | Cappella di Sant'Elisabetta                                   | XVIII secolo                                      | Tiarno di Sotto, via per Ceches 45°53′42.7″N 10°41′05.5″E                          | Edificata nel 1760-65 a spese di Elisabetta Sartori, addossata al grande palazzo Sartori; il palazzo, cappella inclusa, venne donato al seminario minore di Trento nel 1883 (l'intero complesso di edifici circostante è noto come "Villa del Seminario minore"). |
|                                |         | Cappella del Redentore                                        | XIX secolo                                        | Tiarno di Sopra, piazza Milyn 45°53′17.6″N 10°40′11.7″E                            | Cappella cimiteriale, costruita nel 1862. |
|                                |         | Cappella (o chiesa) di San Rocco                              | XVII secolo                                       | Pré di Ledro, via San Giacomo 45°51′57.8″N 10°47′21.5″E                            | Costruita nel 1671 dalla famiglia Battaini, come ringraziamento a san Rocco per essere stati risparmiati dalla peste del 1630. |
|                                |         | Cappella del Sacro Cuore di Gesù, o cappella Tiboni           | XVII secolo                                       | Tiarno di Sopra, via Vittorio Emanuele 45°53′24.72″N 10°40′20.99″E                 | Edificata verso il 1630, era dedicata in origine ai santi Sebastiano e Rocco; nel 1833, dopo essere passata in mano alla famiglia Tiboni, venne ampliata e acquisì l'intitolazione odierna. |
|                                |         | Cappella della Santissima Trinità                             | Citata XVII secolo, edificio odierno XVIII secolo | Locca, via San Marco 45°53′59.5″N 10°43′31.3″E                                     | Documentata nel 1671 ma ricordata ab immemorabili, era anticamente usata come oratorio per la recita delle litanie; l'edificio attuale è settecentesco. |
| Chiese sconsacrate o scomparse |         |                                                               |                                                   |                                                                                    | |
|                                |         | Chiesa dei Santi Antonio, Domenico e Bartolomeo               | XIX secolo                                        | località Maina 45°53′15.5″N 10°37′41.3″E                                           | Costruita dalla famiglia Tiboni nel 1804 o in seguito; più avanti venne probabilmente sconsacrata e adibita a baita, e sarebbe identificabile con l'edificio in cui, a inizio Novecento, soggiornò Arrigo Boito per terminare il Nerone in tranquillità. |
|                                |         | Chiesa di San Carlo Borromeo                                  | XVIII secolo                                      | Barcesino, via San Carlo 45°52′16.19″N 10°46′55.34″E                               | Costruita intorno al 1750 sui resti di un edificio precedente; venne chiusa al culto dopo la prima guerra mondiale, sconsacrata e venduta a privati; il campanile venne rimosso poco prima degli anni 1970, quando risultava adibita a magazzino. |
|                                |         | Oratorio di San Giuseppe                                      | XVII secolo                                       | Pieve di Ledro, via Vittoria 45°53′20.04″N 10°43′58.08″E                           | Oratorio incorporato nell'ex municipio, fondato nel 1633; dal 1714 fino alla sua soppressione nel 1810, fu sede della confraternita dei Disciplini o degli Agonizzanti. Sconsacrato, è stato adibito a spazio per mostre ed eventi culturali. |
|                                |         | Chiesa (o cappella) di Sant'Uguccione                         | Attestata XVIII secolo                            | Barcesino                                                                          | Molto antica, a fine Ottocento risultava scoperchiata e adibita a stalla. |

## Comune di Nago-Torbole
| Esterno  | Interno | Nome                                       | Periodo storico   | Ubicazione                                                              | Informazioni |
| -------- | ------- | ------------------------------------------ | ----------------- | ----------------------------------------------------------------------- | --- |
|          |         | Chiesa di Sant'Andrea                      | Citata XII secolo | Torbole sul Garda, via Pontalti 45°52′09.48″N 10°52′39.11″E             | Parrocchiale. Una prima cappella dedicata a sant'Andrea è citata in un testamento redatto tra il 1146 e il 1155. Questa venne significativamente ampliata durante il periodo di dominio veneziano, nella seconda metà del XV secolo, e poi ancora a più riprese nel Seicento (costruzione di una cappella laterale nel 1630-57, dell'abside e del campanile nel 1666, rifatti il tetto e la volta nel 1674-75). Il campanile venne ulteriormente rialzato nel 1758-59, e la navata fu allungata, costruendo la facciata attuale, nel 1785. Nel 1919-22 vennero inserite le navate laterale. |
|          |         | Chiesa di Santa Maria al Lago              | XX secolo         | Torbole sul Garda, piazza Santa Maria al Lago 45°52′10.9″N 10°52′29.5″E | Costruita nel 1937 all'interno del parco dell'ex Grand Hotel Torbole, all'epoca riconvertito in preventorio antitubercolare. |
|          |         | Chiesa di San Rocco                        | XVI secolo        | Nago, via della Màsera 45°52′40.9″N 10°53′38.3″E                        | Costruita poco prima del 1537, forse in sostituzione di una precedente cappella. |
|          |         | Chiesa della Santissima Trinità            | XVII secolo       | Nago, piazza Antonio Gazzoletti 45°52′34.46″N 10°53′23.64″E             | Costruita tra il 1618 e il 1636 (anno in cui venne consacrata). |
|          |         | Chiesa di San Vigilio                      | Fondata V secolo  | Nago, via San Vigilio 45°52′38.6″N 10°53′24.43″E                        | Una prima cappella dedicata a san Vigilio venne fondata nel V secolo; entro il 1599 venne notevolmente ampliata, invertendone l'orientamento e mantenendo il campanile romanico. L'edificio venne gravemente danneggiato durante la prima guerra mondiale. Nel 1947-49 vennero aggiunte le cappelle laterali, ampliato l'abside e costruita la cupola sopra il presbiterio. |
|          |         | Chiesa di San Zeno                         | XII secolo        | Nago, via Malga Zures 45°52′35.6″N 10°53′26.6″E                         | Costruita probabilmente nel XII secolo sul dosso al centro del paese; fino al XVIII secolo, l'edificio attiguo è stato abitato da un eremita. Messa all'asta dalla curia a fine Ottocento, è da allora di proprietà (insieme a tutto il terreno circostante) della famiglia de Bonetti; viene aperta al pubblico tradizionalmente il lunedì di Pasquetta. |
|          |         | "Chiesetta degli Alpini"                   | XX secolo         | Doss Casina 45°50′54.95″N 10°53′29.17″E                                 | Eretta dagli Alpini nel 1916 e restaurata nel 1954. |
| Cappelle |         |                                            |                   |                                                                         | |
|          |         | Cappella dell'Assunta                      | XX secolo         | Monte Altissimo di Nago 45°48′42.44″N 10°53′25.19″E                     | Costruita presso il rifugio Damiano Chiesa (ma nel territorio comunale di Nago-Torbole) tra il 1961 e il 1962, su iniziativa della SAT di Mori, in memoria di monsignor Cesare Viesi (parroco di Mori, morto proprio nel 1961). |
|          |         | Cappella di San Vigilio, o cappella Romani | XIX secolo        | Torbole sul Garda 45°52′00.85″N 10°52′38.45″E                           | Cappella privata, edificata nel 1835. |

## Comune di Riva del Garda
| Esterno                        | Interno | Nome                                                                | Periodo storico                                  | Ubicazione                                                                   | Informazioni |
| ------------------------------ | ------- | ------------------------------------------------------------------- | ------------------------------------------------ | ---------------------------------------------------------------------------- | --- |
|                                |         | Chiesa di Sant'Alessandro                                           | XIX secolo                                       | Riva del Garda, via Sant'Alessandro 45°53′22.29″N 10°51′44.69″E              | Costruita nel 1856-57 grazie al contributo della famiglia Luzzi/Lutti, che ottenne in cambio anche la proprietà di una chiesetta preesistente (ora cappella dell'Addolorata). |
|                                |         | Chiesa di Sant'Anna                                                 | XX secolo                                        | Riva del Garda, via Grez 45°53′28.05″N 10°51′02.15″E                         | Edificata nel 1931 su iniziativa di don Virginio Sztaronyi, in memoria della chiesa omonima che sorgeva in via Sant'Anna, demolita nel 1919; originariamente era dotata di un portico, che poi venne abbattuto per allargare la strada |
|                                |         | Chiesa dell'Annunciazione di Maria                                  | XIX secolo                                       | Varone, piazza Chiesa 45°54′26.96″N 10°50′29.8″E                             | Parrocchiale. Costruita tra il 1865 e il 1888 in sostituzione dell'antica chiesa del Pernone, piccola e situata in un luogo disagevole. |
|                                |         | Chiesa di San Francesco da Paola                                    | Citata XVIII secolo                              | Località San Giacomo 45°53′45.9″N 10°50′05″E                                 | Chiesa di pertinenza di Villa Angelica, citata per la prima volta nel 1723. |
|                                |         | Chiesa di San Giorgio                                               | Citata XVII secolo                               | Pregasina 45°51′01.1″N 10°49′25.7″E                                          | Parrocchiale. Citata nel 1633, ma certamente più antica; nel 1961-62 venne aggiunta una navata a sinistra. |
|                                |         | Chiesa di San Giuseppe                                              | XX secolo                                        | Riva del Garda, largo Caduti delle Foibe 45°53′33.4″N 10°50′55.9″E           | Parrocchiale. Costruita tra il 1966 e il 1972; il campanile venne completato nel 2000. |
|                                |         | Chiesa (o santuario) dell'Inviolata, o di Santa Maria Inviolata     | XVII secolo                                      | Riva del Garda, largo Guglielmo Marconi 45°53′19.9″N 10°50′35″E              | Costruita nel 1603 e consacrata nel 1636, per contenere un'immagine della Madonna considerata miracolosa, per iniziativa di Giannangelo Gaudenzio Madruzzo e di sua moglie Alfonsina Gonzaga. Nel 1609-11 le venne affiancato un convento di Gerolimini, mentre nel 1682 venne eretto il campanile; il convento venne affidato ai frati minori nel 1817, poi alle Figlie del Sacro Cuore nel 1877, ed è ora di proprietà comunale. |
|                                |         | Chiesa di Santa Maria Assunta                                       | Citata XII secolo, edificio odierno XVIII secolo | Riva del Garda, piazza Cavour 45°53′08.3″N 10°50′31.4″E                      | Parrocchiale. Antica chiesa pievana citata già nel 1106; una serie di ampliamenti è documentata dal Quattrocento in poi, tra cui la costruzione del campanile nel 1469 e l'inserimento di una cappella laterale nel 1482, poi ingrandita nel 1692-96. La struttura venne riedificata tra il 1727 e il 1742; subì gravi danni per via del terremoto del 1976, che comportarono la sua chiusura fino al restauro completato nel 1979. |
|                                |         | Chiesa di Santa Maria Maddalena                                     | Documentata XV secolo                            | Monte Rocchetta 45°53′31.06″N 10°50′04.99″E                                  | Probabilmente molto antica, forse sede di una comunità monastica, sicuramente esistente nel Quattrocento, epoca in cui si trovava in stato di degrado. Dal XVII al XIX secolo venne abitata e curata da eremiti; al 2020, versa in stato di degrado e abbandono. |
|                                |         | Chiesa di San Michele, o di Santa Maria dei Miracoli                | Citata XII secolo                                | Riva del Garda, viale Martiri XVIII Giugno 45°53′12.08″N 10°50′36.78″E       | Citata già nel 1159 con il titolo di "Madonna di san Michele" o "Sancta Maria a miraculis"; in quel periodo fu beneficiaria di molti lasciti pubblici e la confraternita che la reggeva divenne quindi molto potente. Nel 1303 ospitò fra Dolcino. Ridotta in pessime condizioni già a fine Settecento e a rischio demolizione, venne infine restaurata dall'ANA nel secondo dopoguerra. |
|                                |         | Chiesa dei Santi Pietro e Paolo                                     | XX secolo                                        | Riva del Garda, via Filanda 45°53′06.6″N 10°51′34.9″E                        | Parrocchiale. Costruita nel 1970-75. |
|                                |         | Chiesa di San Rocco                                                 | XVI secolo                                       | Campi, località Righi 45°54′31.29″N 10°48′29.03″E                            | Costruita nel 1563-67. A inizio Ottocento venne sostituita dalla nuova chiesa parrocchiale, e nel 1866 subì una profanazione da parte delle truppe garibaldine; essendo anche malandata, venne quindi chiusa, fino al restauro e alla riapertura al culto nel 1886-87. |
|                                |         | Chiesa di San Rocco                                                 | XIX secolo                                       | Campi, via Domenico Degasperi 45°54′40.75″N 10°48′46.65″E                    | Parrocchiale. Costruita tra il 1811 e il 1827 in sostituzione dell'omonima chiesa in località Righi; il campanile venne aggiunto nel 1839. La struttura venne occupata militarmente sia durante la terza guerra d'indipendenza (quando il portone venne reimpiegato come tavola per macellare animali), sia durante la prima guerra mondiale. |
|                                |         | Chiesa di San Rocco                                                 | XVI secolo                                       | Riva del Garda, piazza San Rocco 45°53′05.9″N 10°50′19″E                     | Costruita nel 1564-66 come ex-voto per la peste del 1512; venne ampliata tra il 1579 e il 1627. Venne danneggiata durante la prima guerra mondiale, e nel 1919 venne abbattuta tutta la navata, risparmiando solo l'abside, per ampliare la piazza antistante. |
|                                |         | Chiesa di San Tommaso di Canterbury                                 | XII secolo                                       | San Tomaso, via San Tomaso 45°54′10.6″N 10°51′38.5″E                         | Risalente al XII secolo (venne consacrata nel 1194), costruita assieme al vicino ospitale. La chiesa venne danneggiata più volte durante la prima guerra mondiale, e i restauri avvennero solamente in piena seconda guerra mondiale. |
| Cappelle                       |         |                                                                     |                                                  |                                                                              | |
|                                |         | Cappella dell'Addolorata                                            | Citata XIII secolo, edificio odierno XIX secolo  | Riva del Garda, via Tenente Miorelli 45°53′23.9″N 10°51′48.2″E               | Citata nel 1275 e rimaneggiata nei secoli successivi; nell'Ottocento, a seguito della costruzione della nuova parrocchiale, venne ceduta alla famiglia Lutti; Francesco de Lutti la fece ampliare, trasformandola in cappella privata, e poi a metà Ottocento venne rimpiazzata dalla cappella gentilizia odierna, progettata da Antonio Caregaro Negrin. |
|                                |         | Cappella (o chiesetta) di Santa Barbara                             | XIX secolo                                       | Monte Rocchetta 45°52′55.4″N 10°49′46.6″E                                    | Costruita tra il 1925 e il 1930, durante i lavori di edificazione della centrale idroelettrica del Ponale, si trova a 670 metri di altitudine. |
|                                |         | Cappella del Crocifisso                                             | XIX secolo                                       | Varone, via Marone 45°54′11.2″N 10°50′18.3″E                                 | Cappella cimiteriale, costruita verso il 1864. |
|                                |         | Cappella della Madonna della Mercede                                | Citata XIX secolo                                | Varone, via Marone 45°53′23.9″N 10°51′48.2″E                                 | Eretta nel 1881, situata su terreno privato. |
|                                |         | Cappella dello Spirito Santo                                        | XX secolo                                        | Varone, via Venezia 45°54′33.7″N 10°50′40.4″E                                | Cappella dell'istituto dei padri verbiti, costruita nel 1940. |
|                                |         | Cappella di San Vincenzo de' Paoli                                  | XX secolo                                        | Varone, via Fornasetta 45°54′25.6″N 10°50′45.7″E                             | Cappella privata, costruita nel 1923 per volontà di Ariella Pasini e contenente alcune sepolture di famiglia. |
| Chiese sconsacrate o scomparse |         |                                                                     |                                                  |                                                                              | |
|                                |         | Chiesa di Sant'Andrea                                               | Citata XIV secolo                                | Località Cretaccio o Credazzo                                                | Consacrata nel 1333. |
|                                |         | Chiesa di Sant'Anna                                                 | XVII secolo                                      | Riva del Garda, via Sant'Anna                                                | Commissionata da Alfonsina Gonzaga e costruita nel 1641, la chiesetta era di pertinenza del convento dell'Inviolata, chiesa della quale imitava anche la forma ottagonale; venne ampliata nel 1682, e demolita nel 1919 per permettere l'ampliamento della ferrovia Mori-Arco-Riva. |
|                                |         | Chiesa di San Bartolomeo                                            | Citata XV secolo                                 | Presso Ceole                                                                 | Situata sul dosso sopra l'abitato di Ceole, è menzionata a partire dal Quattrocento come sede di un lazzaretto; le condizioni della chiesa erano già non ottimali nel Cinquecento, e nel Settecento era interdetta e inutilizzabile. A inizio Novecento ne restavano ancora i ruderi, che vennero spazzati via per far posto ad una fortificazione trincerata allo scoppiare della prima guerra mondiale. L'immagine accanto è un dettaglio da La partenza delle truppe del generale Vendôme, autore ignoto, 1704-1728. |
|                                |         | Chiesa (o eremo) di San Brizio                                      | Documentata XIII secolo                          | Monte Rocchetta 45°53′38.15″N 10°49′53.4″E                                   | Attestata nel 1299, venne fatta demolire nel 1750 e non ne rimangono che poche tracce. |
|                                |         | Chiesa di San Cassiano, o dei Santi Cassiano e Ippolito             | VI secolo                                        | Area archeologica di San Cassiano 45°53′42.9″N 10°50′20.2″E                  | Costruita nel VI secolo e documentata a partire dal XII, è stata rimaneggiata diverse volte nel corso dei secoli; venne demolita nel corso del Settecento poiché versava in stato di grave abbandono. |
|                                |         | Chiesa di Santa Croce                                               | XVIII secolo                                     | Riva del Garda                                                               | Edificata come oratorio probabilmente nel Settecento, vicina alla chiesa arcipretale, venne trasformata in chiesa entro la metà dell'Ottocento; venne devastata da un bombardamento dell'artiglieria italiana durante la prima guerra mondiale, e al suo posto si creò l'odierna piazzetta Craffonara. Il luogo di culto venne ricostruito poco distante, adiacente alla canonica, ma dopo la seconda guerra mondiale il suo uso calò drasticamente; sconsacrata, è adibita a sala riunioni. |
|                                |         | Chiesa di San Francesco                                             | XII secolo                                       | Riva del Garda, via Scaligero 45°53′06.95″N 10°50′39.15″E                    | Chiesa di un convento francescano fondato probabilmente nel XII secolo; tutto il complesso è stato demolito nel 1903, e sopravvivono solo il chiostro e il piccolo campanile; sul luogo sorge ora Palazzo San Francesco, sede dell'Agenzia delle entrate. |
|                                |         | Chiesa di San Giacomo                                               | Citata XV secolo                                 | San Giacomo                                                                  | Documentata nel 1482, quando era già molto degradata; sospesa al culto nel 1612 per le pessime condizioni in cui versava, venne poi saccheggiata dalla truppe di Vendôme, quindi nel 1750 venne dato ordine di demolirla. |
|                                |         | Chiesa di San Giovanni Battista, o chiesa-torre di San Giovanni     | XII secolo                                       | Monte Rocchetta 45°53′39.1″N 10°49′47.7″E                                    | Citata come luogo di culto già nel 1274, venne ricavata da un antico fortilizio, di cui conserva l'aspetto, aggiungendovi un'abside. Dalla fine del Quattrocento cominciò ad andare in abbandono, fino a che, danneggiata dalle truppe di Vendôme durante l'invasione del Trentino del 1703, venne abbandonata, poi sconsacrata nel 1750 e cadde quindi in rovina. I ruderi sono stati riportati alla luce e consolidati verso gli anni novanta. |
|                                |         | Chiesa di San Giuseppe, o della Disciplina                          | Citata XIII secolo                               | Riva del Garda, via Florida 45°53′11.47″N 10°50′23.34″E                      | Citata a partire dal 1275 come chiesa eremitica, poi aggregata all'ospitale di Riva del Garda su iniziativa di una confraternita di Battuti detta "dei Disciplini"; all'epoca era detta "chiesa di Santa Maria dell'Ospitale" ed era dedicata alla Vergine Santissima della Piete della Misericordia. L'edificio venne ampliato intorno al 1491 e poi ancora alla fine del Settecento, assumendo le forme attuali. La chiesa è poi stata sconsacrata e trasformata in porta cittadina; sopravvive il campanile barocco. |
|                                |         | Chiesa di Maria Bambina                                             | XX secolo                                        | Riva del Garda, via Cristoph Hartung Von Hartungen 45°54′19.5″N 10°50′26.1″E | Chiesa dell'ex colonia Miralago, benedetta nel 1927, e poi rinnovata nel 1967; ora sede per attività educative. |
|                                |         | Chiesa di Santa Maria del Perdono, o del Pernone                    | Citata XIII secolo                               | Varone, via Chiesa Vecchia 45°54′19.5″N 10°50′26.1″E                         | Citata a partire dal 1274. Nel XIX secolo cominciò a risultare troppo piccola per le esigenze della popolazione locale, così venne sconsacrata e sostituita dalla chiesa dell'Annunciazione di Maria. |
|                                |         | Chiesa di San Martino                                               | VIII-IX secolo                                   | Area archeologica di San Martino 45°54′58.5″N 10°49′08.15″E                  | Edificata nel corso dell'alto medioevo e ingrandita nel XII-XIII secolo, la sua prima citazione documentale risale al 1288; ne venne ordinata la demolizione nel 1750, a causa delle pessime condizioni in cui versava. |
|                                |         | Cappella di San Nazzaro                                             | Citata XIII secolo, edificio odierno XVII secolo | Località San Nazzaro 45°53′55.41″N 10°51′17.74″E                             | Citata per la prima volta nel 1282, anche con la dedicazione alternativa a san Lazzaro; era già bisognosa di restauro nel 1382, e nel 1608 era sostanzialmente ridotta in macerie; intorno alla metà del secolo la chiesa venne ricostruita un po' distante dall'arciprete Giovanni Battista Salvadori, annessa a una villa di proprietà della sua famiglia, cointitolandola anche ai santi Celso e Vittore. Già da una visita pastorale di fine Seicento, tuttavia, la chiesetta non risultava in condizioni perfette; nel 2000, tanto la villa quanto la cappella si trovavano in stato di totale abbandono. Tutto il complesso è stato in seguito ristrutturato, e ospita ora un albergo. |
|                                |         | Chiesa di San Nicolò                                                | Citata XIII secolo                               | Località San Nicolò                                                          | Era situata sulle pendici del monte Brione, sull'angolo affacciato sul lago di Garda (ora sul sito vi è un'abitazione privata). Chiesa antichissima, viene menzionata per la prima volta in un documento del 1247, da cui si evince anche la presenza di una comunità monastica sul luogo. Alla fine del Quattrocento la struttura era in condizioni molto precarie; essa resistette fino al 1750, quando venne dato ordine di demolirla, assieme a molte altre chiese in analoga situazione. |
|                                |         | Chiesa dei Santi Sebastiano e Fabiano, o cappella di San Sebastiano | Citata XVI secolo                                | Riva del Garda                                                               | Situata presso il ponte sull'Albola, vicina alla chiesa di San Cassiano, è citata per la prima volta nel 1515, ma è probabile che esistesse già da ben prima. Intorno 1671 l'edificio risultava in stato di ricostruzione, che venne completata entro quattro anni da quella data. Il nuovo edificio durò poco: interdetta per le condizioni carenti nel 1750 ma risparmiata dalla demolizione, venne smantellata e i materiali venduti per pagare le spese della parrocchiale di Riva. L'immagine accanto è un dettaglio da La partenza delle truppe del generale Vendôme, autore ignoto, 1704-1728.                                                                                        |

## Comune di Tenno
| Esterno          | Interno | Nome                                                  | Periodo storico                                    | Ubicazione                                                  | Informazioni |
| ---------------- | ------- | ----------------------------------------------------- | -------------------------------------------------- | ----------------------------------------------------------- | --- |
|                  |         | Chiesa di Sant'Antonio                                | XV secolo                                          | Ville del Monte, via Sant'Antonio 45°55′45.3″N 10°49′25.6″E | Parrocchiale. Costruita presumibilmente nel XV secolo, e rimaneggiata nel XVI e XVII secolo. |
|                  |         | Chiesa di San Giovanni Battista                       | XII secolo                                         | Ville del Monte, Calvola 45°55′34.91″N 10°49′54.39″E        | Fondata probabilmente nel XII secolo; nel XVII secolo venne ingrandita la navata e fu invertito l'orientamento della chiesa, demolendo l'abside originario. |
|                  |         | Chiesa dell'Immacolata                                | Citata XIII secolo, edificio odierno XVII secolo   | Tenno, piazza Santa Maria 45°55′06.09″N 10°50′02.23″E       | Parrocchiale. Antica chiesa pievana, attestata indirettamente dal 1204. Nel 1535 venne eretto il campanile, e nel 1594 venne ampliato l'abside; l'edificio venne in parte ricostruito dal 1686, e subì un ulteriore ampliamento nel 1881-82. |
|                  |         | Chiesa di San Leonardo                                | Citata XIV secolo, edificio odierno XX secolo      | Pranzo, piazza di San Leonardo 45°55′22.85″N 10°49′13.06″E  | Parrocchiale. Citata nel 1336, riedificata probabilmente interamente intorno al 1580. L'edificio venne ampliato poi nel 1867 e ancora nel 1911; in quest'ultimo intervento, della struttura precedente vennero mantenuti solo il campanile e il presbiterio. |
|                  |         | Chiesa di San Lorenzo                                 | Documentata IX secolo, edificio odierno XII secolo | Frapporta, via Piccinino 45°54′48.8″N 10°50′03.9″E          | Chiesa cimiteriale, esistente probabilmente già nel IX secolo. Venne ricostruita nel XII secolo e rimaneggiata intorno al 1512. L'edificio sacro venne profanato durante la campagna napoleonica, nel 1796, e restaurato e riconsacrato solo nel 1840. |
|                  |         | Chiesa di San Pietro                                  | Citata XIII secolo, edificio odierno XVI secolo    | Monte Calino 45°55′58.5″N 10°50′18.8″E                      | Citata in un testamento del 1296, probabilmente in gran parte ricostruita verso il 1580. Il portico venne aggiunto nel 1681. |
|                  |         | Chiesa di San Rocco                                   | Citata XVI secolo, edificio odierno XX secolo      | Gavazzo, via di San Rocco 45°54′46″N 10°50′28.7″E           | Una chiesa dedicata a San Rocco è attestata nel 1580 nell'antico centro abitato di Gavazzo, abbandonato nel XX secolo per continue frane. Di quella chiesa venne rifatto il campanile nel 1821, e altri lavori di restauro seguirono nel 1870, ma venne infine demolita nel 1926, e contestualmente edificata quella attuale nel nuovo nucleo urbano del paese. |
|                  |         | Chiesa di San Zeno                                    | Citata XIII secolo                                 | Cologna 45°54′51.5″N 10°50′35.53″E                          | Parrocchiale. Citata per la prima volta nel 1264; venne ampliata nel 1750, poi nel 1793, e nel 1906 venne rialzato il campanile. Venne gravemente danneggiata dal terremoto del 1976, portando ad un restauro l'anno seguente. |
| Cappelle         |         |                                                       |                                                    |                                                             | |
|                  |         | Cappella dell'Addolorata, o del Santissimo Sacramento | Documentata XVIII secolo                           | Tenno, piazza Santa Maria 45°55′06.6″N 10°50′00.5″E         | Attestata nella seconda metà del XVIII secolo, forse costruita intorno al 1741; subì probabilmente un intervento di modifica radicale intorno al 1868. |
|                  |         | Cappella dell'Immacolata, o cappella Bozzoni          | XIX secolo                                         | Località Le Foci 45°54′42.52″N 10°50′16.66″E                | Fatta costruire dalla famiglia Bozzoni, proprietaria dei vicini palazzi, nel 1859-61; è situata proprio a ridosso del confine amministrativo con il comune di Riva del Garda. |
| Chiese scomparse |         |                                                       |                                                    |                                                             | |
|                  |         | Cappella di San Carlo, o della Disciplina             | XVII secolo                                        | Tenno                                                       | Oratorio fondato intorno al 1639 e situato nel vecchio cimitero di Tenno; venne demolita nel 1828 per far spazio alla costruzione della nuova scuola. |